# Macroderes namakwanus
Macroderes namakwanus là một loài bọ cánh cứng trong họ Bọ hung (Scarabaeidae).